# 我家的大房子
《我家的大房子》（ウチはおおきい）是ZARA的日本四格漫畫作品，於講談社旗下《good!Afternoon》雜誌vol.3連載至vol.15。單行本全1冊，中文版由東立出版社代理發行。

## 故事簡介
以老公寓「我家莊」為本作舞台，描寫萬能失業者、家裡蹲高中生房東和萬年大學生日常生活的四格漫畫。
作者以獨特的點子和細緻描寫方式，描繪出女孩子們的共同生活。

## 登場人物
大黑 梁
原本向著社會菁英的路線前進，卻在畢業後不久就突然失業，成為作品中最苦命的角色。
雖然失業後一直過的不順遂，卻擁有出色能力，作品中的形象很接近萬能角色。
在求學階段就取得I種公務人員、司法官還有其他各種不同領域的執照。
畢業前是我家莊住戶，失業後被趕出員工宿舍，作品以她回到我家莊開頭。
失業後不斷應徵工作，但不是失敗就是找到黑心公司而無法久待。
春日井 佳苗
我家莊房東的孫女，代替住院中的房東管理公寓。
第1志願的高中因為經營不善倒閉，讓她無法如願就讀而開始拒絕上學。
作品後期開始上學，不過仍繼續擔任代理房東。
茅茸 芽依
梁的大學同學，一開始是學姐、接著變成同學，最後還變成學妹。
家裡非常有錢，卻因為留級太多次而被逐出家門。
缺乏常識，但卻偏曉各種冷知識（主要用在不好的方面），靠著這些知識和行動力享受大學生活。
但馬 春
我家莊住戶，擺攤賣關東煮的褐色皮膚女性，國籍不明。
能說日文但不識字，只看得懂關東煮商品的日文。
木工爺爺
作中唯一的男性角色，我家莊的76歲住戶。
我家莊以前曾由他進行改裝，作品一開始天花板塌掉時也是他修復的。
樋口 蒲池
梁和芽依的大學同學，年紀輕輕就自己創業當老闆。
在大學時就很崇拜梁，會創業也是為了以後和她一起工作。創立的公司主要業務為手機遊戲。
愛慕梁的程度已達到同性戀的程度。

## 出版書籍
| 冊數 | 讲谈社       | 讲谈社                 | 東立出版社   | 東立出版社             |
| 冊數 | 發售日期     | ISBN                   | 上市日期     | ISBN                   |
| ---- | ------------ | ---------------------- | ------------ | ---------------------- |
| 1    | 2011年4月7日 | ISBN 978-4-06-310743-2 | 2013年3月1日 | ISBN 978-986-317-984-9 |

## 註解
1. ↑  在5月時失業，離畢業僅1個多月。
2. ↑  希望應徵的職位為經理與法務。
3. ↑  再度回到我家莊後在芽依家白吃白喝。
4. ↑  亦有打工維持生計。
5. ↑  會計作業由梁幫她處理。
6. ↑  出生於昭和年代。
7. ↑  . 讲谈社.   [2016年12月13日]. （原始内容存档于2016年12月20日） （日语）.
8. ↑  . 東立出版社.   [2016年12月13日]. （原始内容存档于2016年12月20日）.

## 外部連結
- Good!Afternoon 我家的大房子介紹頁（日語）